# Танфільєв Гаврило Іванович
Гаври́ло Іва́нович Танфі́льєв  (22 лютого (6 березня) 1857 — 4 вересня 1928) — географ, ботанік і ґрунтознавець, професор, учень В. В. Докучаєва.

## Біографія
Г. І. Танфільєв народився 22 лютого (6 березня) 1857 року у Ревелі в родині корабельного смотрителя Балтійської митниці. Середню освіту здобув у Ревельскій класичній гімназії, яку закінчив у 1876 році.
У 1877 році він вступив на фізико-математичний факультет Петербурзького університету, на початку на математичне відділення, а потім через два роки перейшов на природне відділення.
Під час навчання в університеті жив у скруті, оскільки батьки, обтяжені великою родиною, не могли йому допомагати. Щоб заробити грошей, мусив давати приватні уроки.
Серед вчителів Г. І. Танфільєва в Петербурзькому університеті були ботанік А. М. Бекетов і ґрунтознавець В. В. Докучаєв, вплив яких визначило напрямок наукової діяльності молодого вченого.
У 1883 р. Г. І. Танфільєв закінчив Петербурзький університет зі ступенем кандидата. За порадою В. В. Докучаєва він обрав для кандидатської роботи тему «До питання флори чорнозему».
У 1885 році він вступив на адміністративну роботу в департаменті Міністерства державного майна, в якому працював до 1892 року.
У 1892 році В. В. Докучаєв запропонував Г. І. Танфільєву як ботаніку взяти участь у великій експедиції з вивчення природи російських степів. За матеріалами цієї експедиції Г. І. Танфільєвим була написана робота «Межі лісів на півдні Росії», яку він захистив у 1895 році в Петербурзькому університеті як дисертацію і здобув ступінь магістра. У цьому ж році він був запрошений в Петербурзький університет на посаду приват-доцента і почав читати студентам курс ботанічної географії. Одночасно працював в Петербурзькому ботанічному саду (з 1899 року — головним ботаніком).
У 1899—1903 роках продовжував експедиційну діяльність: він вивчав природу Бараби і Кулундинского степу — своєрідних областей Західного Сибіру, досліджував Архангельську, Олонецьку, Вологодську губернії і Закавказзя.
В результаті активної експедиційної роботи здоров'я Танфільєва Г. І. було підірвано прогресуючим туберкульозом, йому було потрібно лікування та зміна вологого петербурзького клімату, тому він був змушений переїхати на проживання на південь Росії.
У 1904 році він взяв участь у конкурсі на заміщення посади професора географії Імператорського Новоросійського університету і був на неї обраний.
У 1905 році переїхав до Одеси і працював тут до кінця життя. У стінах університету ім була створена одна з найкращих в університетах імперії кафедра географії, та підготовлено багато учнів.
Велику навчальну та організаційну роботу професора університету Г. І. Танфільєв поєднував з плідною науковою діяльністю. На підставі нових матеріалів, отриманих в результаті особистих експедицій, він підготував дисертацію «Межі лісів в полярної Росії з досліджень в тундрі тіманских самоедів». У 1912 році він успішно захистив її в Петербурзькому університеті, здобувши науковий ступінь доктора географії.
У 1920—1928 роках обіймав посаду професора в Одеському інституті народної освіти, а з 1923 року очолював науково-дослідну кафедру фізичної географії і геології.
Був висунутий у дійсні члени Академії наук СРСР, та не дожив до виборів. Помер 4 вересня 1928 року в Одесі. Похований в Одесі на Другому християнському цвинтарі.

## Наукова діяльність
Наукова діяльність була тісно пов'язана з науковими товариствами — Петербурзьким товариством дослідників природи і особливо з Вільним економічним суспільством. З 1888 року був секретарем ґрунтової комісії Вільного економічного суспільства, а з 1899 року став її головою. В 1911 році був обраний президентом Новоросійського товариства дослідників природи. Обирався почесним членом Московського університету і Володимирського товариства любителів природознавства.
Під час роботи в міністерстві державного майна всебічно вивчав рослинність та фізико-географічні особливості Росії.
Розвивав ідеї свого учителя В. В. Докучаєва про смуги природи; вивчав географію боліт (серед ін. на Поліссі), а також взаємозв'язки між рослинністю і ґрунтами (зокрема в Степовій Україні). Доводив, що безлісся степів спричинене гол. чином засоленням ґрунтів і підґрунтя, пов'язаним з посушливістю клімату.
Є автором 5-томної монографії «Географія Росії, України» («География России, Украины»).

#### Праці
- География России, Украины и примыкающих к ним с запада территорий в пределах России 1914 года. — Ч. II, вып. 1. Рельеф Европейской России и Кавказа./ Г. И. Танфильев. — Одесса: Од. отд. ГИУ, 1922. — 345 с.
- Очерк географии и истории главнейших культурных растений/ Г. И. Танфильев. — Одесса: Госиздат, 1923. — 192 с.
- Главнейшие физико-географические районы Одесской губернии/ Г. И. Танфильев. — Одесса, 1924. — 44 с.
- Моря Каспийское, Черное, Балтийское, Ледорвитое, Сибирское и Восточный океан/ Г. И. Танфильев. — М.-Л.: Гостехиздат, 1931. — 247 с.
- Географические работы/ Г. И. Танфильев. — М. : Географгиз, 1953.– 676 с.

## Пам'ять
Ім'ям Г. І. Танфільєва названі в Охотському морі острів у групі Курильських островів і протока Танфільєва між островами Танфільєва і Анучина.
На честь Г. І. Танфільєва названа вулиця в Одесі.